# Hampden (Massachusetts)
Hampden é uma vila localizada no condado de Hampden no estado estadounidense de Massachusetts. No Censo de 2010 tinha uma população de 5.139 habitantes e uma densidade populacional de 100,85 pessoas por km².

## Geografia
Hampden encontra-se localizado nas coordenadas 42° 04′ 16″ N, 72° 25′ 04″ O. Segundo o Departamento do Censo dos Estados Unidos, Hampden tem uma superfície total de 50.96 km², da qual 50.85 km² correspondem a terra firme e (0.21%) 0.11 km² é água.

## Demografia
Segundo o censo de 2010, tinha 5.139 pessoas residindo em Hampden. A densidade populacional era de 100,85 hab./km². Dos 5.139 habitantes, Hampden estava composto pelo 96.67% brancos, o 0.49% eram afroamericanos, o 0.06% eram amerindios, o 1.36% eram asiáticos, o 0.02% eram insulares do Pacífico, o 0.41% eram de outras raças e o 0.99% pertenciam a duas ou mais raças. Do total da população o 1.46% eram hispanos ou latinos de qualquer raça.